# Janusz Bobik
Janusz Bobik, né le 17 décembre 1955 à Środa Śląska, est un cavalier polonais de saut d'obstacles.

## Carrière
Janusz Bobik participe aux Jeux olympiques d'été de 1980 à Moscou avec le cheval Szampan et remporte la médaille d'argent avec Jan Kowalczyk, Wiesław Hartman et Marian Kozicki.